# Голендри (гміна Хмельник)
Голендри (пол. Holendry) — село в Польщі, у гміні Хмельник Келецького повіту Свентокшиського воєводства.
Населення — 74 особи (2011).
У 1975-1998 роках село належало до Келецького воєводства.

## Демографія
Демографічна структура на день 31 березня 2011 року:
|          | Загалом | Допрацездатний вік | Працездатний вік | Постпрацездатний вік |
| -------- | ------- | ------------------ | ---------------- | -------------------- |
| Чоловіки | 42      | 7                  | 28               | 7                    |
| Жінки    | 32      | 2                  | 17               | 13                   |
| Разом    | 74      | 9                  | 45               | 20                   |